# Lilla Småtjärnet
Lilla Småtjärnet är en sjö i Dals-Eds kommun i Dalsland och ingår i Göta älvs huvudavrinningsområde. Sjöns area är 0,0024 kvadratkilometer.